# Phân hạch lạnh
Phân hạch lạnh hoặc phân hạch hạt nhân lạnh được định nghĩa là liên quan đến các hiện tượng phân hạch mà các mảnh phân hạch có năng lượng kích thích thấp đến mức không có neutron hoặc gamma nào được phát ra.
Các hiện tượng phân hạch lạnh có xác suất xảy ra thấp đến mức cần phải sử dụng lò phản ứng hạt nhân thông lượng cao để nghiên cứu chúng.
Theo nghiên cứu được công bố lần đầu tiên vào năm 1981, quan sát đầu tiên về các sự kiện phân hạch lạnh là trong các thí nghiệm phân hạch gây ra bởi neutron nhiệt của uranium 233, uranium 235  và plutonium 239  sử dụng Lò phản ứng thông lượng cao tại Viện Laue-Langevin ở Grenoble, Pháp. Các thí nghiệm khác về phân hạch lạnh cũng được thực hiện liên quan đến 248Cm  và 252Cf. Một cách tiếp cận thống nhất về phân rã Cluster, phân rã alpha và phân hạch lạnh được phát triển bởi Dorin N Poenaru và những trợ lý. Một cách giải thích hiện tượng học đã được đề xuất bởi Gönnenwein  và Duarte và những người khác. 
Tầm quan trọng của hiện tượng phân hạch lạnh nằm ở chỗ các mảnh tiếp cận với máy dò có cùng khối lượng mà chúng thu được ở cấu hình "phân mảnh", ngay trước khi lực hạt nhân tầm ngắn nhưng hấp dẫn trở nên vô hiệu và chỉ có tương tác Coulomb hoạt động giữa các mảnh. Sau đó, năng lượng tiềm năng Coulomb này được chuyển đổi thành các động năng mảnh, được bổ sung vào năng lượng động lực trước khi phân mảnh được đo bằng máy dò.
Việc phân hạch lạnh bảo tồn khối lượng hạt nhân cho đến khi các mảnh phân hạch đến máy dò cho phép nhà thí nghiệm xác định tốt hơn động lực phân hạch, đặc biệt là các khía cạnh liên quan đến Coulomb và hiệu ứng vỏ trong phản ứng phân hạch năng lượng thấp  và phá vỡ cặp hạt nhân. Thông qua một số giả định lý thuyết về cấu hình phân mảnh, người ta có thể tính toán giá trị cực đại của động năng là hàm của điện tích và khối lượng của các mảnh và so sánh chúng với kết quả thực nghiệm.